# Kleemunjärvi, Norrbotten
Kleemunjärvi är en sjö i Pajala kommun i Norrbotten och ingår i Torneälvens huvudavrinningsområde. Sjön har en area på 0,216 kvadratkilometer och ligger 313,7 meter över havet.

## Delavrinningsområde
Kleemunjärvi ingår i det delavrinningsområde (752946-178487) som SMHI kallar för Ovan VDRID = Olosjoki i Lainioälvens vattendragsy*. Medelhöjden är 306 meter över havet och ytan är 50,01 kvadratkilometer. Räknas de 339 avrinningsområdena uppströms in blir den ackumulerade arean 4 983,74 kvadratkilometer. Lainioälven som avvattnar avrinningsområdet har biflödesordning 2, vilket innebär att vattnet flödar genom totalt 2 vattendrag innan det når havet efter 294 kilometer. Avrinningsområdet består mestadels av skog (77 procent) och sankmarker (19 procent). Avrinningsområdet har 1,5 kvadratkilometer vattenytor vilket ger det en sjöprocent på 2,4 procent.